# 친야칭

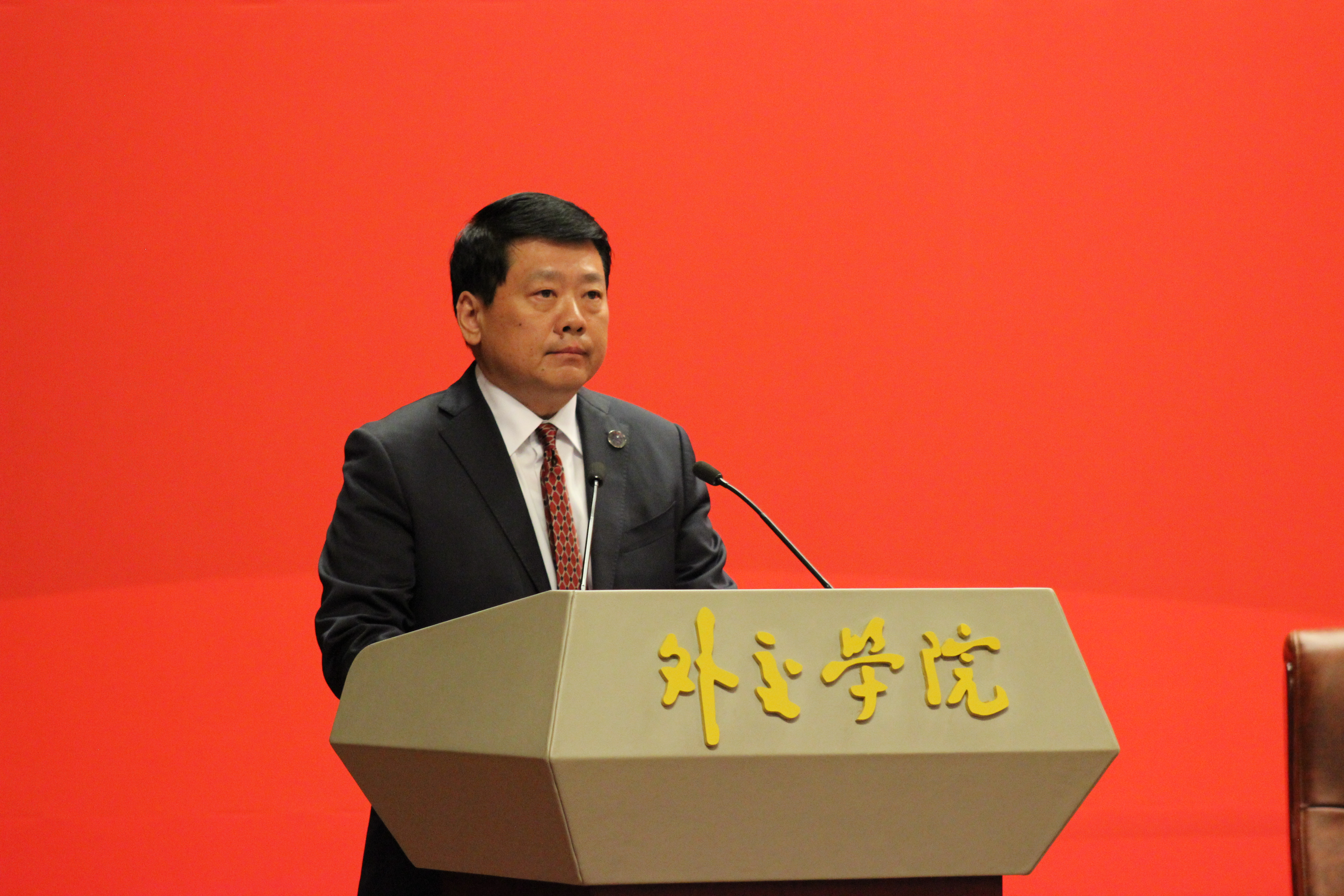

친야칭 (중국어 간체자: 秦亚青, 번체자: 秦亞靑, 1953년 10월 - )은 중화인민공화국의 국제정치학자이다.

## 생애
1982년 산동 사범 대학 외국어학과를 졸업한 후 베이징 외국어 대학교에서 공부했고, 미국 미주리 대학교에서 정치학 석, 박사를 취득했다. 1984년부터 중국 외교학원에서 일해왔고, 2008년 10월부터 중국 외교부 외교정책자문위원회 위원을 맡고 있다. 2014년, 비외교관 출신으로는 처음으로 중국 외교학원 원장에 취임했다.

## 저서
- 패권 체계와 국제충돌
- 국제정치의 사회이론
- 국제정치 관계론 A Relational Theory of World Politics (2018)